# ゲラシウス2世 (ローマ教皇)
ゲラシウス2世（Gelasius II, ? - 1119年1月29日）は、第161代ローマ教皇（在位：1118年1月24日 - 1119年1月29日）。

## 生涯
教皇領のガエータ出身。助祭枢機卿、聖庁尚書院長などを歴任したが、教皇に選出される1118年までに司祭にはなっていない。前教皇のパスカリス2世は神聖ローマ皇帝ハインリヒ5世と対立して劣勢にあった。そのため、ハインリヒ5世が支援する対立教皇のグレゴリウス8世によって教皇職を追われ、フランスに逃亡した。
1119年1月24日に在位1年5日でクリュニーで死去した。